# Estação Ferroviária de Barquinha
A estação ferroviária de Barquinha, por vezes chamada informalmente da Barquinha ou de Vila Nova da Barquinha, é uma interface da Linha da Beira Baixa, que serve o concelho de Vila Nova da Barquinha, no Distrito de Santarém, em Portugal.

## Descrição

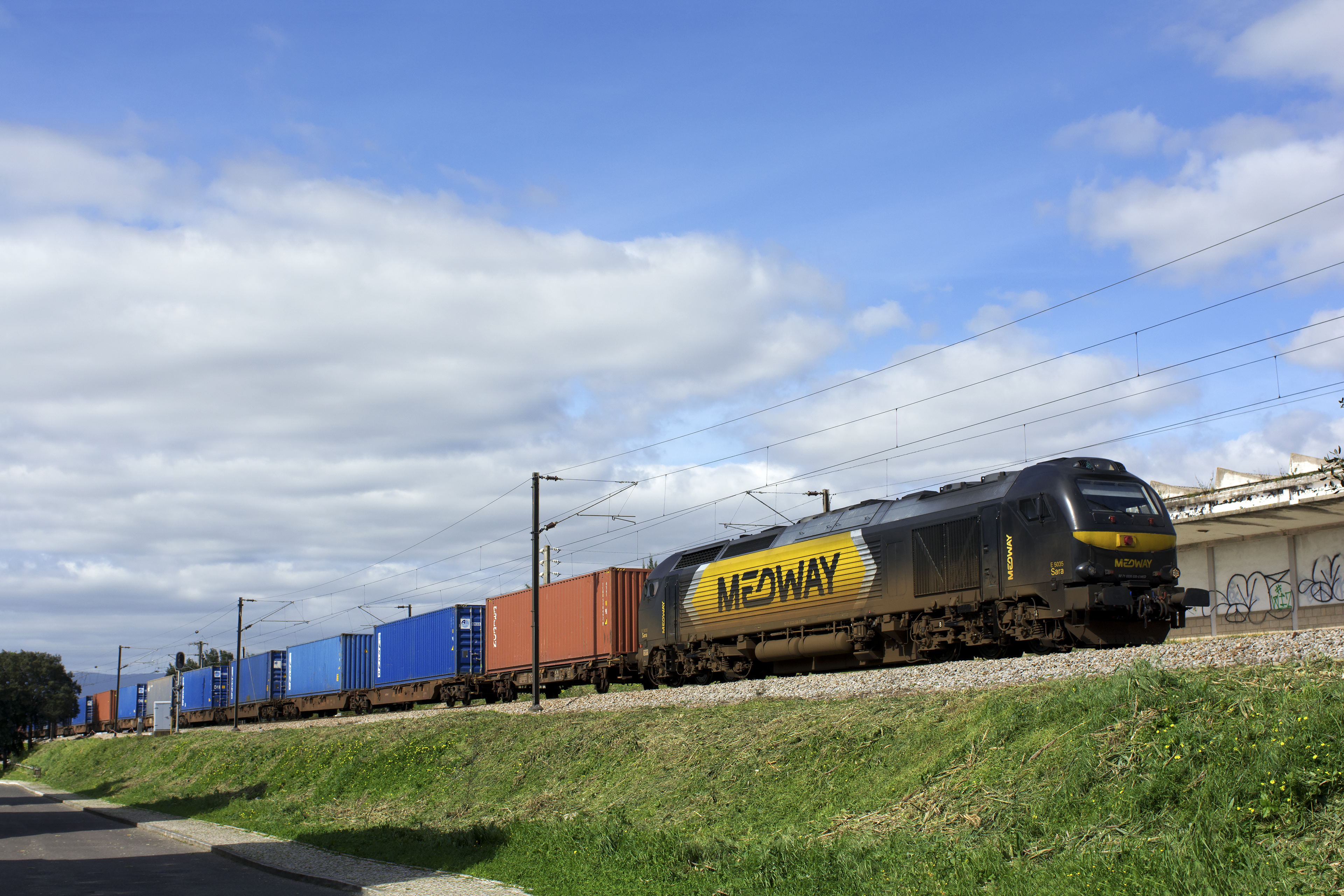
Comboio de mercadorias aproximando‑se da estação de Barquinha, em 2020; em segundo plano, o Armazém Regulador N.º 3, anexo à estação, já encerrado.

### Localização e acessos
Esta interface tem acesso pelo Largo Gago Coutinho, na localidade de Vila Nova da Barquinha.

### Infraestrutura
Esta interface apresenta quatro vias de circulação, identificadas como I, II, I+IA, e IIA, com comprimentos variando entre 401 e 573 m; as duas primeiras são acessíveis por plataforma de 229 m de comprimento e 45 cm de altura; todas estas vias estão eletrificadas em toda a sua extensão.
O edifício de passageiros situa-se do lado sul-sudoeste da via (lado direito do sentido ascendente, para Braga).
Situa-se junto a esta interface, ao PK 108+690, a zona neutra de Barquinha que isola os troços da rede alimentados respetivamente pelas subestações de tração de Abrantes e de Entroncamento.

### Serviços
Em dados de 2023, esta interface é servida por comboios de passageiros da C.P. de tipo regional, tipicamente com cinco circulações diárias em cada sentido, entre Entroncamento e Guarda, Castelo Branco, ou Covilhã; diariamente passam sem parar nesta interface três circulações, em cada sentido, de tipo intercidades.

## História

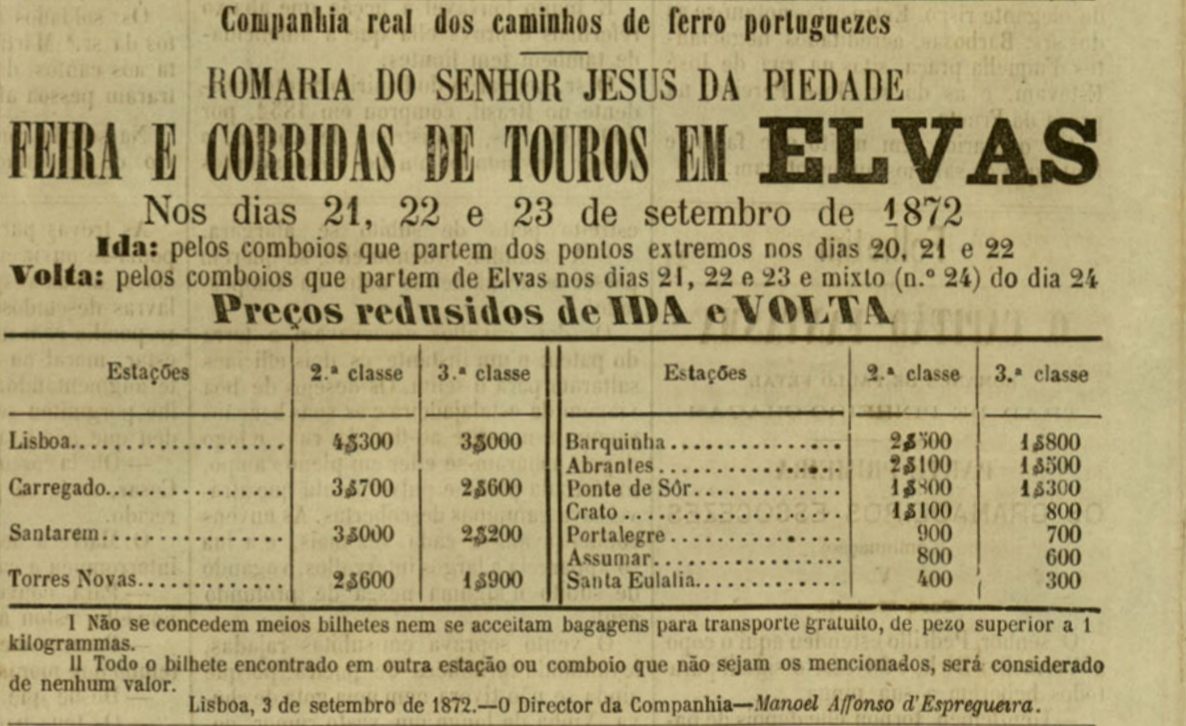
Anúncio de 1872 da Companhia Real, para bilhetes a preços reduzidos até Elvas. Uma das estações incluídas nesta promoção foi Barquinha.

Durante o período do governo cabralista, na década de 1840, foram feitos os primeiros planos para lançar a construção de vias férreas em Portugal, tendo em 1845 sido proposta uma linha de Lisboa a Madrid, que deveria atravessar o Rio Tejo junto à povoação da Barquinha. Segundo o traçado, elaborado pelo engenheiro belga Dupré, nas proximidades de Barquinha também seria feita uma estação de entroncamento, de onde sairia uma segunda linha para o Porto. No entanto, estes esforços foram gorados devido à Revolução da Maria da Fonte, que derrubou o regime de Costa Cabral, tendo a Companhia das Obras Públicas sido extinta. Só na década de 1850 é que se retomou a ideia de construir uma via férrea entre as duas capitais ibéricas, tendo permanecido a ideia de fazer o ponto de entroncamento entre as linhas para o Porto e para Espanha na área de Barquinha. Em 21 de Julho de 1860 o Conselho Superior de Caminhos de Ferro apresentou o seu parecer para o plano para o segundo lanço do chamado Caminho de Ferro do Leste, entre a ribeira de Santarém e a margem do Rio Tejo em Constância, com três variantes ao percurso original, uma delas entre Ponte da Pedra e as povoações de Barquinha e Tancos. Esta última iria trazer vários benefícios, incluindo fazer a via férrea passar pela povoação de Barquinha. O lanço entre o Entroncamento e Barquinha apresentava uma das maiores inclinações no percurso entre Lisboa e Abrantes, com a via a vencer em apenas quatro quilómetros um acréscimo de altitude de cerca de 15 m, de 31 m para 46 m acima do nível médio do mar. Assim, foi desta forma que a linha foi construída, tendo o lanço entre Santarém e Abrantes entrado ao serviço em 1 de Julho de 1861, pela Companhia Real dos Caminhos de Ferro Portugueses.
Em Janeiro de 2011, esta estação apresentava duas vias de circulação, com 417 e 401 m de comprimento; as duas plataformas tinham ambas 229 m de extensão, e 45 cm de altura — valores mais tarde alterados para os atuais.

Em 2018 esta estação foi alvo de obras de conservação e modernização, incidindo na via (balastro, travessas e carris) e nas passagens de nível.